# إيدي لويس (لاعب أمريكي)
إدوارد جيمس لويس (بالإنجليزية: Edward James Lewis)‏ (مواليد 17 مايو 1974 في سيرريتوس) لاعب كرة قدم أمريكي دولي يجيد اللعب في خط الوسط . يلعب حاليا لصالح نادي لوس أنجلوس جلاكسي الأمريكي منذ 2008 .

## روابط خارجية
- إيدي لويس على موقع الاتحاد الدولي (مؤرشف)  (الإنجليزية)
- إيدي لويس على موقع الدوري الأمريكي (الإنجليزية)
- إيدي لويس على موقع قاعدة بيانات كرة القدم.إي يو (الإنجليزية)
- إيدي لويس على موقع ناشيونال فوتبول تيمز (الإنجليزية)
- إيدي لويس على موقع Soccerbase.com (لاعب) (الإنجليزية)
- إيدي لويس على موقع عالم كرة القدم.نت (الإنجليزية)